# Luis Ortiz Monasterio
Luis Ortiz Monasterio (Cidade do México, 23 de agosto de 1906 - Cidade do México, 16 de fevereiro de 1990) foi um escultor mexicano.
Luis foi um dos fundadores da Academia de Artes e do Seminário da Cultura no México.

## Obras
- O Chamado da Revolução (1932-1934)
- O Escravo
- A Vitória (1935)
- O Nascimento de Apolo (1936)
- A Vénus (1937)
- Monumento aos Defensores da cidade de Puebla (1943)
- Monumento à Mãe (1949)
- Fonte de Nezahualcóyotl em Chapultepec (1956)
- Mascar Asteca  (1957)
- Estela  (1969)